# Ibafa
Ibafa là một thị trấn thuộc hạt Baranya, Hungary. Thị trấn này có diện tích 29,3 km², dân số năm 2010 là 235 người, mật độ 8 người/km².